# Kittie Doswell
Kittie Doswell (* 14. April 1939; † 1. Mai 2011) war eine amerikanische Soul- und Jazz-Sängerin.
Doswell, die in Houston aufwuchs, sang zunächst in der Kirche und in der Schule. Zu Beginn der 1960er Jahre zog sie nach Los Angeles, wo sie eine Karriere als Sängerin begann.
Doswell nahm in den 1960er und 1970er Jahren zunächst eine Reihe von Soulsingles auf, vor allem 1964 mit der Ray Johnson Combo, nach Leonard Feather bemerkenswerte, hochgradig sammelwürdige Platten. Sie trat überregional auf. In New York war sie 1971 und 1972 an zwei Alben der Night Blooming Jazzmen beteiligt, die mit einer All-Star-Besetzung aufgenommen worden waren. Später arbeitete Doswell im öffentlichen Dienst.

## Diskographische Hinweise
- Need Your Love So Bad / Marchin’ On (Donna Records 1961)
- Need Your Love So Bad / When the Saints Go Marching In (Soul Records 1964)
- Broken Pieces of My Heart / Watch Out (Soul Records 1964)
- The Nearness of You / Ride on Blue Train (Soul Records 1964)
- Your Old Standby / Understanding (Soul Records 1964)
- The Night Blooming Jazzmen (Mainstream 1971, mit Blue Mitchell, Ernie Watts, Charles Kynard, Leonard Feather, Fred Robinson, Max Bennett, Al McKibbon, Chino Valdes, Paul Humphries)
- Just a Face in the Crowd / This Could Only Happen To Me (H E S Records 1973)[7]